# Petrophyllia
Genre
Petrophyllia est un genre de coraux durs de la famille des Oculinidae.

## Liste d'espèces
Selon World Register of Marine Species (11 juillet 2015), le genre Petrophyllia comprend les espèces suivantes :
- Petrophyllia arkensasensis Conrad, 1855 †
- Petrophyllia rediviva Wells & Alderslade, 1979